# Dominique Baes
Pour les articles homonymes, voir Baes.
Dominique Charles Jérôme Piet Baes, né le 3 février 1893 à Bruges en Belgique et mort le 26 août 1918 à Beveren-sur-Yser en Belgique, est un footballeur international belge qui joue comme défenseur au Cercle Bruges KSV avant la première Guerre mondiale. 
Il joue un match amical le 16 février 1913 avec l'équipe de Belgique gagné à domicile, 3 à 0, contre la France.
Engagé sur le front de l'Yser pendant la guerre, il a été blessé mortellement par une balle d'un tireur allemand quelques mois avant la fin du conflit mondial.

## Palmarès
- International belge en 1913 (1 sélection)
- Finaliste de la Coupe de Belgique en 1913 avec le Cercle Bruges KSV